# Об'єднане Балтійське герцогство
Об'єднане Балтійське герцогство (нім. Vereinigtes Baltisches Herzogtum) — маріонеткова держава, пов'язана персональною унією з Пруссією. Проголошена 1918 правлячими колами остзейських німців за підтримки окупаційної німецької армії на території сучасних Латвії (крім Латгалії) та Естонії після укладення Брестського миру.

## Передісторія
Під час Першої світової війни, німецька армія окупувала Курляндську губернію Російської імперії до осені 1915. Фронт стабілізувався вздовж смуги Рига—Даугавпілс—Барановичі.
Після Лютневої революції в Росії з колишніх Естляндської та півночі Ліфляндської губерній 12 квітня (30 березня) 1917 створили Естонську автономну губернію. Після жовтневого перевороту 28 листопада 1917 обраний парламент автономної губернії проголосив себе верховною владою в Естонії і 24 лютого 1917 (за день до окупації німецькими військами) видав Декларацію про незалежність Естонії. Західні союзники визнали Естонську Республіку де-факто в травні 1918
Латвійську національну раду сформували 16 листопада 1917. 30 листопада 1917 в приміщенні Латвійського етнографічного музею Рада проголосила автономію Латвійського краю в етнічних кордонах. Офіційно незалежність Латвійської Республіки проголошено 15 січня 1918.
Після більшовицького перевороту в Росії німецькі війська почали наступ із Курляндії, а до кінця лютого 1918 німецькі війська контролювали території Лівонської губернії і Естонської автономної губернії, остання з яких оголосила про незалежність. Згідно з Берестейським миром від 3 березня 1918 Росія втратила Курляндську губернію, і згідно з Берлінськими домовленостями від 27 серпня 1918, втратила Естонську автономну губернію і Лівонську губернію.

## Історія
Після підписання Брестського миру, що закріпив відокремлення Латвії та Естонії від Росії, Курляндський (8 березня) і Ліфляндський (12 квітня) сейми (т. зв. ландесрати) оголосили про відтворення на території колишніх Курляндської, Ліфляндської, Естляндської губерній герцогств Курляндія і Лівонія відповідно.
Німецьке командування Східного фронту (Обер Ост) передбачало об'єднати ці самопроголошені утворення в буферне «велике герцогство Лівонське», поєднане особистою унією з прусською короною. Ставка при цьому робилася на сприяння німецького населення Балтії (остзейських німців) і антибільшовицьких збройних формувань на чолі з Бермондтом-Аваловим.
Восени 1918, німецький імператор після багатомісячних коливань визнав незалежність балтійського герцогства. На цьому етапі передбачалося, що формальним главою «об'єднаного герцогства» зі столицею в Ризі стане Адольф Фрідріх Мекленбурзький, але на кшталт інших німецьких квазідержавних утворень Балтія увіллється до складу федеративної Німецької імперії.
У жовтні 1918 рейхсканцлер Максиміліан Баденський віддав розпорядження про передачу управління Балтією від військових в руки цивільного уряду. На час відсутності герцога владні повноваження мала здійснювати утворена в листопаді регентська рада, до складу якої увійшли чотири німця, три естонця і три латиша. Очолював раду барон Адольф Пілар фон Пільхау.

## Скасування Балтійського герцогства
30 січня 1918 Латвійська тимчасова національна рада ухвалила рішення про створення суверенної і демократичної Латвії, до якої мають бути включені всі населені латишами регіони.
Після початку Листопадової революції в Німеччині 9 листопада 1918 , причиною якої була поразка кайзерівської імперії в Першій світовій війні, міністр оборони проголошеної німецькими революціонерами Веймарської республіки віддав наказ про виведення дивізій Німецької імперської армії , що підтримували Балтійське герцогство, з Балтії.
Балтійське герцогство припинило своє існування, а вже 18 листопада 1918, Народною радою на чолі з Карлісом Ульманісом і Янісом Чаксте, який представляв низку латвійських партій і громадських організацій була проголошена незалежність Латвійської Республіки.